# Fourchette
Pour les articles homonymes, voir Fourchette (homonymie).
La fourchette est un couvert de table ou un ustensile de cuisine permettant d'attraper les aliments sans les toucher directement avec les doigts.
Elle est constituée de deux à quatre extrémités pointues, pour saisir ou ramasser la nourriture, et d'un manche pour être tenue aisément. Elle est faite d'une seule pièce ou sertie dans le manche. Elle peut être en métal, en bois, en plastique, en corne ou dans d'autres matériaux, et parfois jetable. Elle s'utilise le plus souvent avec un couteau servant, soit à découper les aliments avant de les piquer avec la fourchette pour les porter en bouche, soit pour les y pousser.

## Historique

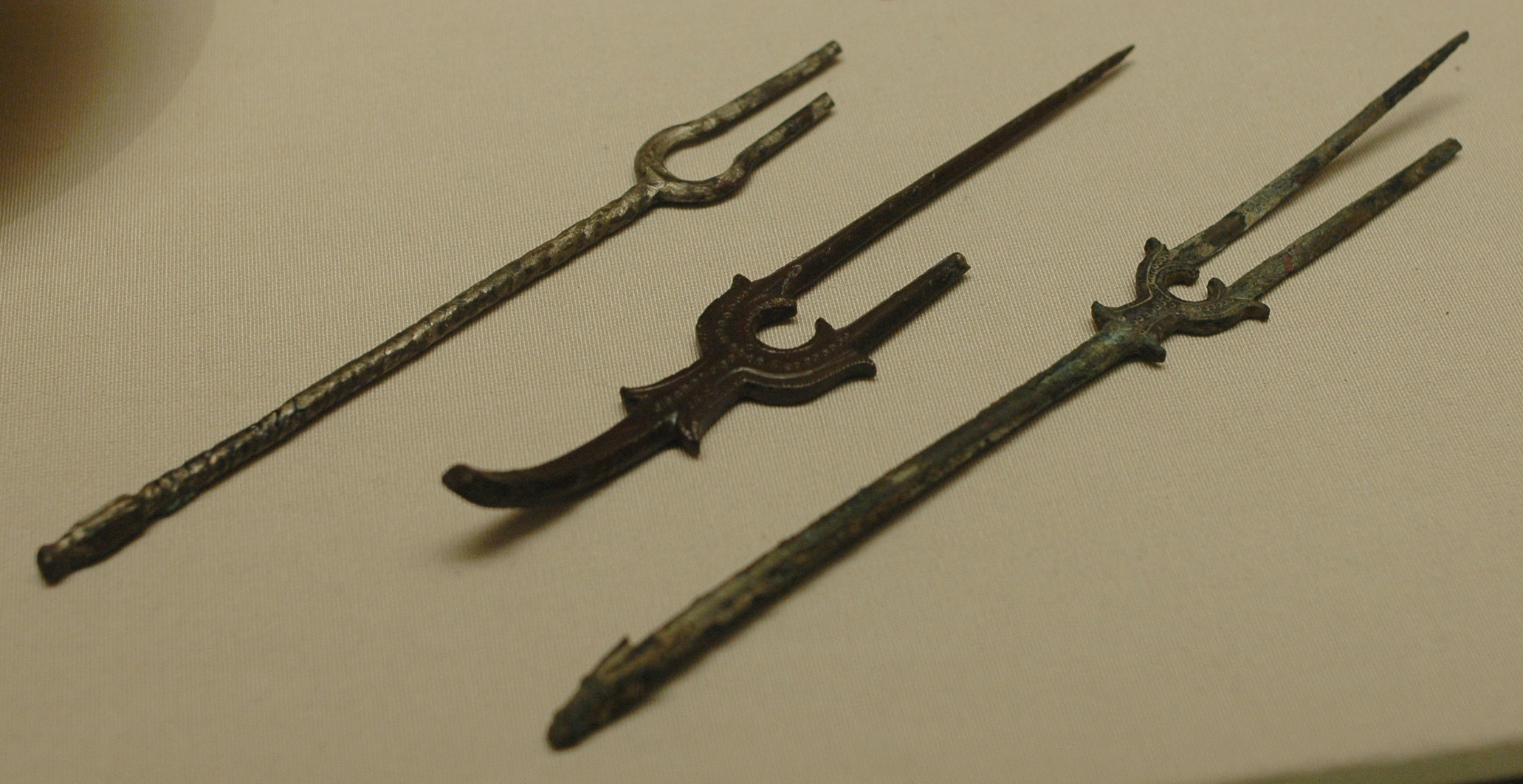
Fourchettes retrouvées à Suse, bronze moulé,, musée du Louvre.

La fourchette est une petite fourche. De longues fourchettes pour saisir les aliments existaient dans l'Empire romain et surtout en Gaule. Les fourchettes actuelles sont apparues dans l'Empire byzantin, et étaient encore considérées au milieu du XIe siècle comme un raffinement extrême par l'ecclésiastique Pierre Damien.
En Italie, elles servaient à l'origine exclusivement à la consommation des pâtes ou à la découpe de viande par l'écuyer tranchant. Elles existaient sur la table médiévale mais elles étaient peu utilisées, les personnes prenant les aliments avec les doigts puis, progressivement, avec la pointe du couteau. Elles étaient synonymes de luxe car leur manche pouvait être richement décoré d’ivoire ou de cristal. À la Renaissance, elles servaient uniquement pour saisir les viandes dans les plats, le paysan aussi bien que le noble mangeant avec les doigts, dans son écuelle ou sur son tranchoir.
En France, on la trouvait à la cour en 1574 (fourchette à deux dents dans les inventaires royaux), et elle n'était utilisée au départ que pour consommer des poires cuites. On dispose de traces historiques antérieures prouvant son utilisation en France : traces écrites depuis le début du XIVe siècle, archéologiques depuis le XVe siècle. L'usage régulier de la fourchette ne s'est répandu que lentement. Il s'agissait plutôt d'une marque d’excentricité, car elle servait à piquer dans le plat le morceau porté ensuite à sa bouche avec ses doigts, l'usage des doigts semblant privilégié et par crainte de blessures avec les dents de la fourchette. 
Selon une légende populaire, le port de la fraise à cette époque a mis en évidence l'avantage de la fourchette pour porter les aliments à la bouche et ne pas tacher ce col. La fourchette à trois dents était de mode à la cour des Valois. Si, à la table du roi de France Louis XIV, au XVIIe siècle, chaque personne avait une fourchette à la gauche de son assiette, on ne l'utilisait pas, car le roi préférait manger avec les doigts qu'il posait sur une serviette humide entre chaque plat. Enfin, le clergé y voyait jusqu'au XVIIIe siècle l'« instrument du diable », incitant au péché de gourmandise, sa diffusion ne commençant véritablement que dans le siècle des Lumières.

## Matériaux

Fourchettes en différents matériaux
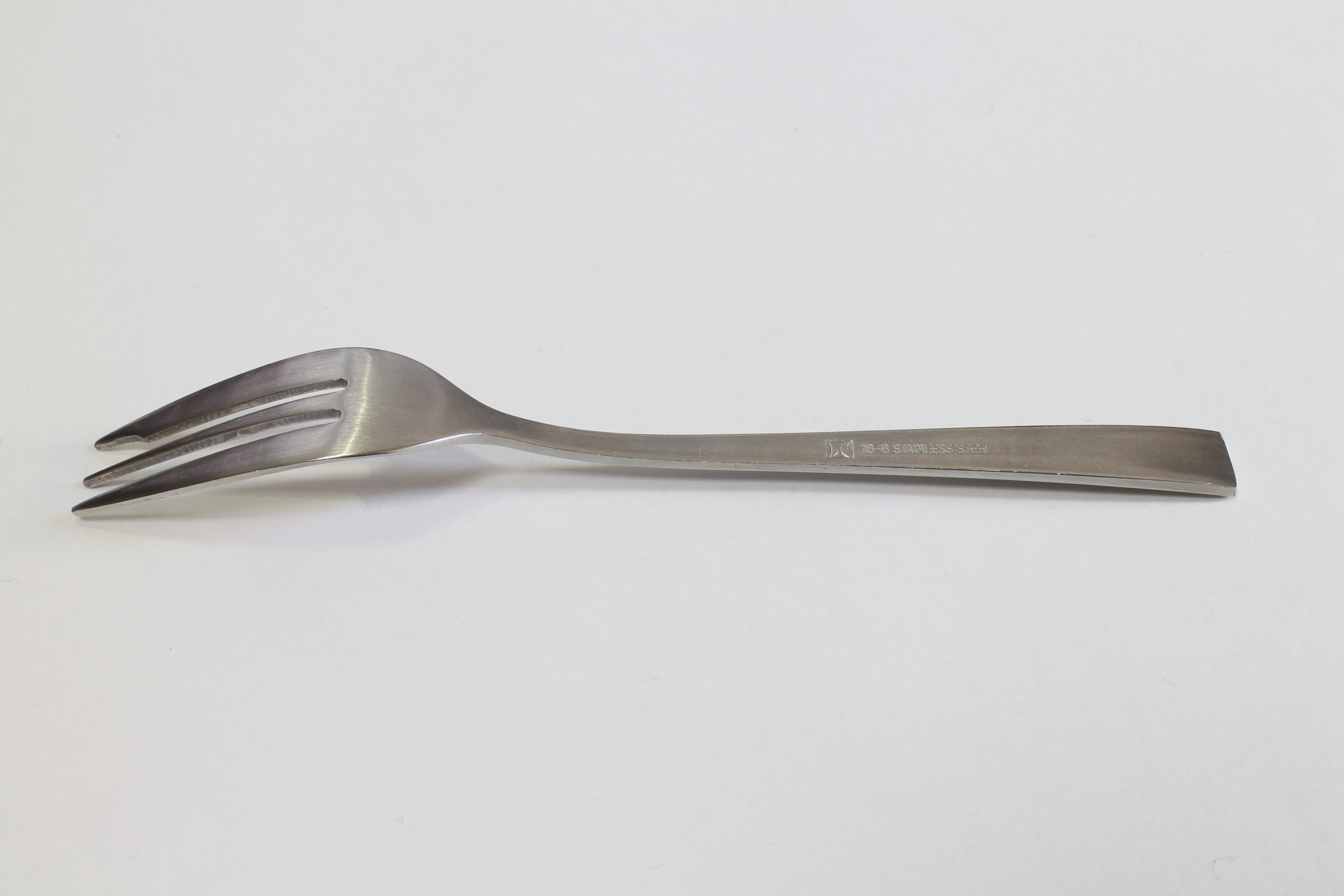
Acier inoxydable.
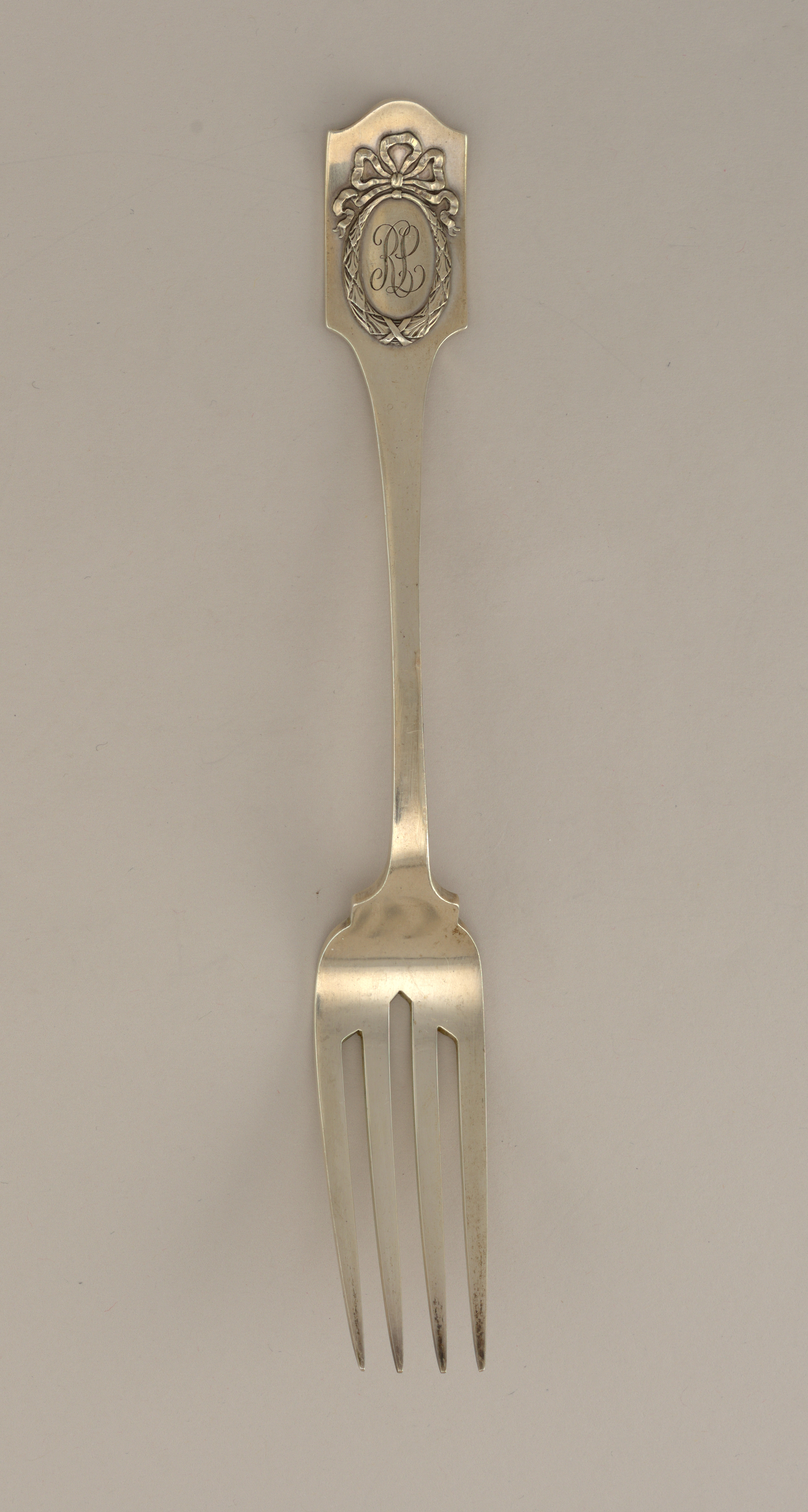
Argent.
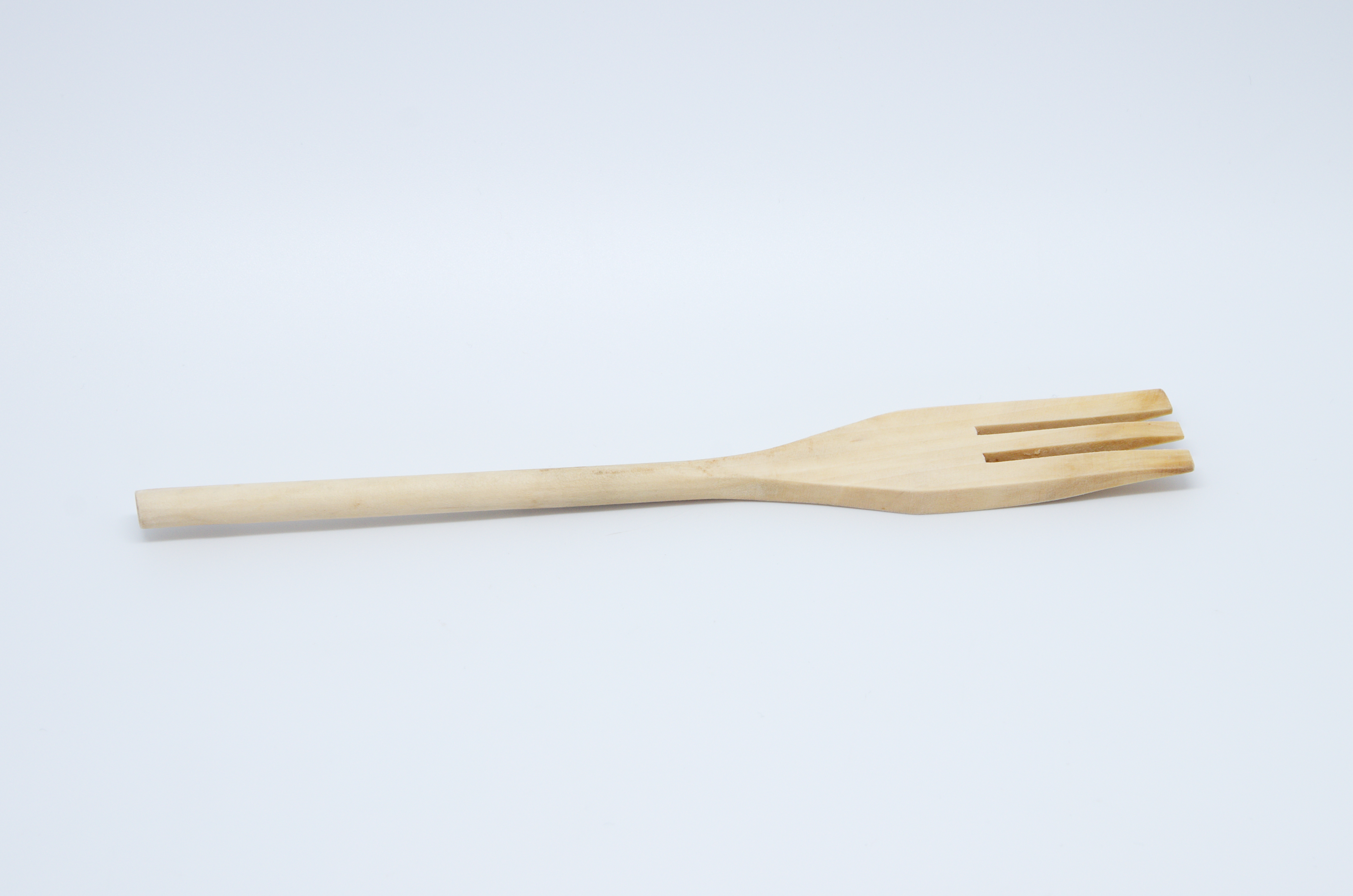
Bois.
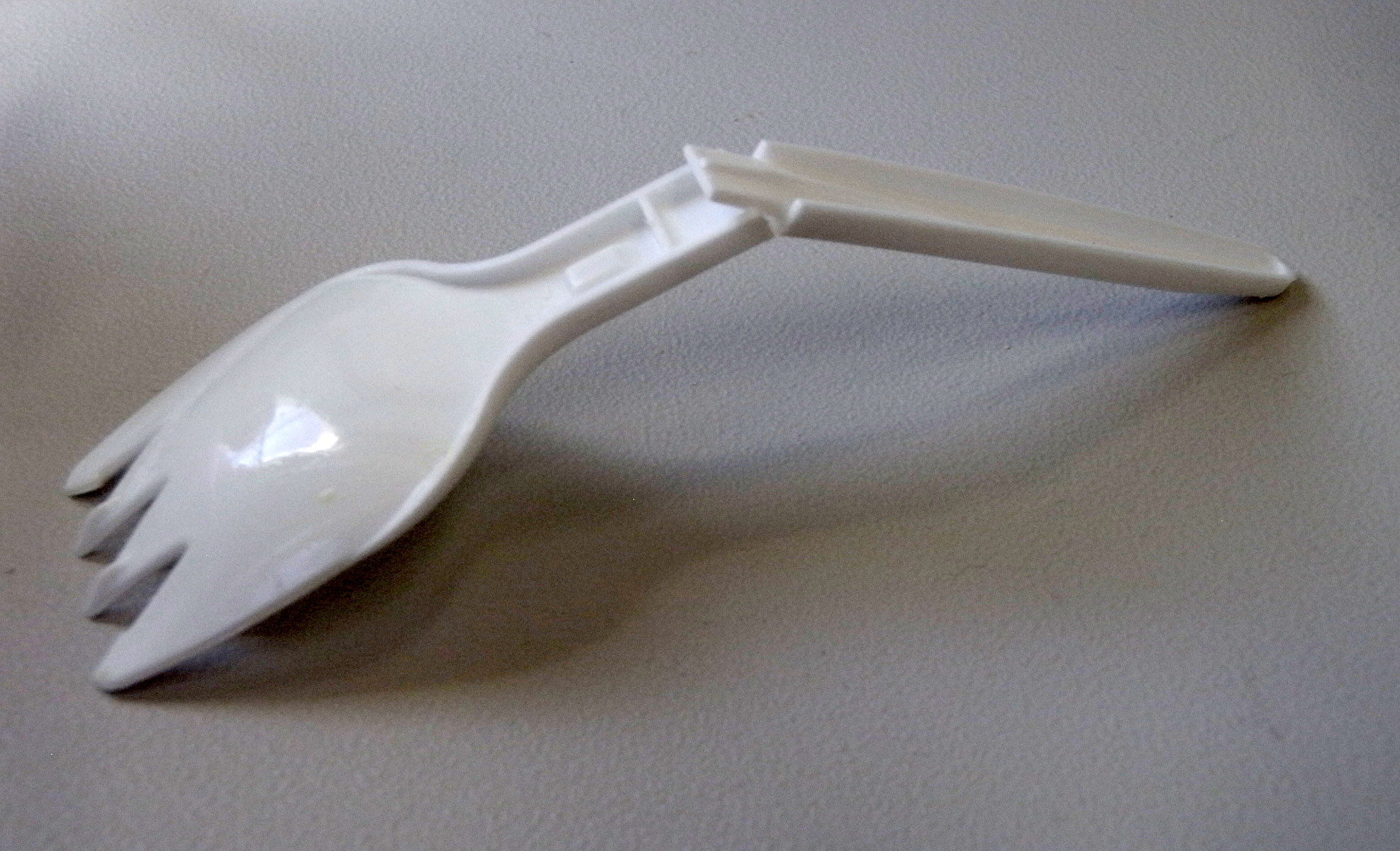
Plastique.

## Dressage
Les fourchettes sont placées dents contre la nappe dans le dressage « à la française » ou vers le haut « à l'anglaise », cette disposition déterminant aussi celle des cuillères (bombé vers le haut ou vers le bas).
La disposition « à la française » vient de l'époque de la Renaissance, lorsque l'usage de la fourchette est apparu. En effet, les personnes riches et de la haute société faisaient graver leurs armoiries sur le dos du manche de la fourchette. Pour que celles-ci soient visibles par tous les convives, on mettait donc les fourchettes pointes vers le bas[réf. nécessaire].
En Angleterre, la fourchette est placée dans le sens opposé, c'est-à-dire les pointes vers le haut. Par conséquent, les armoiries anglaises étaient gravées sur la face du manche de la fourchette. On trouve cette habitude également dans certaines familles françaises, notamment dans le Bordelais[réf. nécessaire].
Notons qu'on place la fourchette à gauche de l'assiette, le couteau (le tranchant vers l'assiette) et la cuillère à droite, le tout en plaçant le plus à l'extérieur les couverts devant être utilisés en premier ; mais les couverts à dessert (par exemple la fourchette à gâteau) à l'opposé du convive par rapport à l'assiette.

## Types de fourchettes
- Fourchette à fondue
- Fourchette à poisson
- Fourchette à salade
- Fourchette de table
- Fruits de mer :

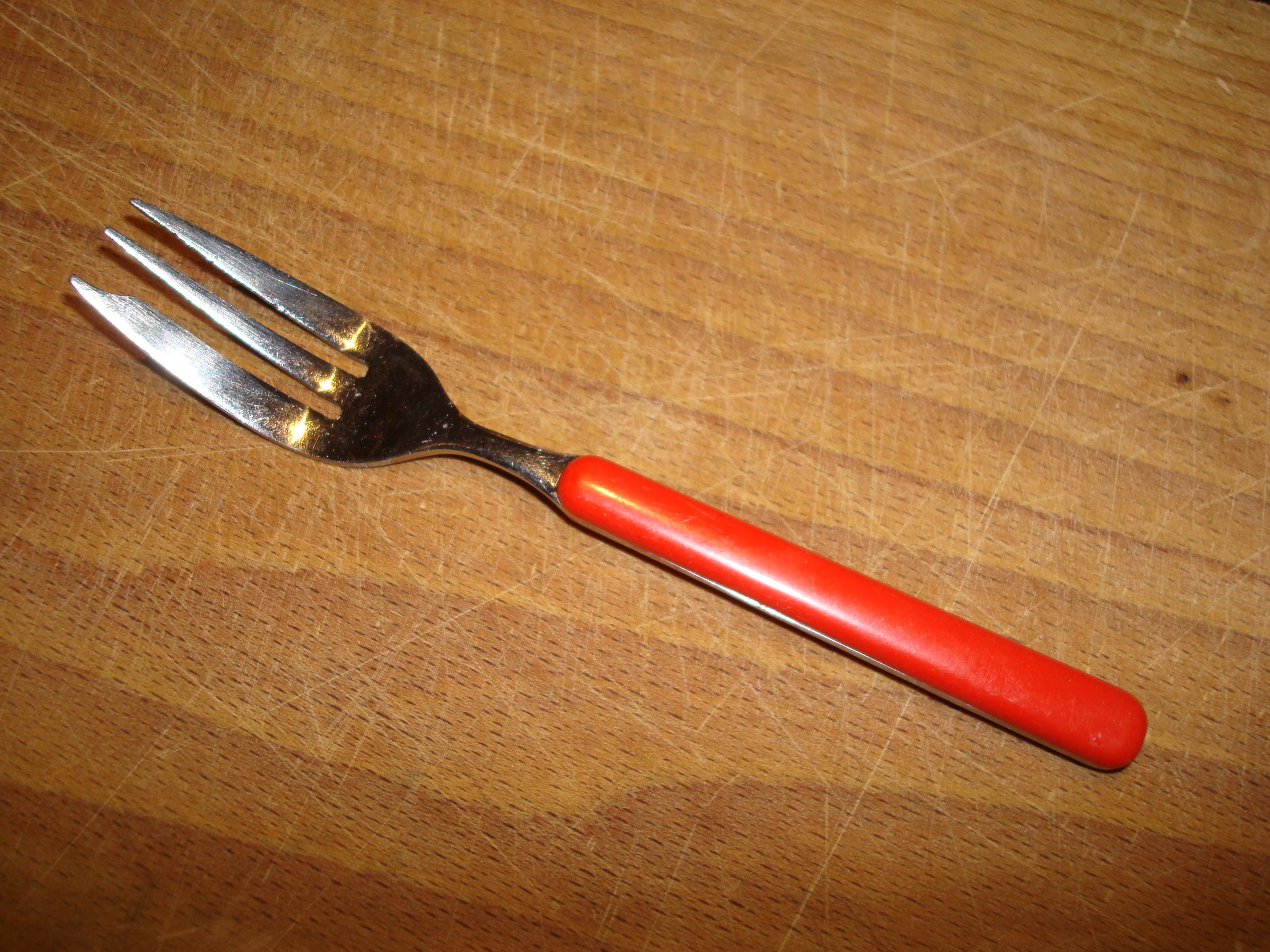
Fourchette à gâteau.

  - Fourchette à crustacés, dite parfois « pelle à homard », qui se termine par deux petites dents pointues et légèrement crochues pour extirper la chair de la carapace, apparue du XIXe siècle
  - Fourchette à escargots ou fourchette à bigorneaux, semblable à la fourchette à crustacés mais à peu près deux fois plus courte.
  - Fourchette à huîtres, à deux ou trois courtes dents pointues dont l'une présente généralement un bord extérieur tranchant pour couper le pied des huîtres, apparue du XIXe siècle[12].
- Desserts :
  - Fourchette à dessert
  - Fourchette à gâteau
- Ustensiles de cuisine :
  - Fourchette à chocolat ou broches à tremper
  - Fourchette à viande, fourchette à découper

## Évocation dans la littérature
- Dans son roman Le Nom de la rose, Umberto Eco décrit l'usage de la fourchette comme symbole de la puissance de l'abbé qui accueille le narrateur et son maître[13] :

« Je remarquai que, chose plutôt rare, il disposait aussi d'une fourchette de métal qui dans sa forme me rappelait les verres de mon maître : homme de haut lignage, notre hôte ne voulait pas se souiller les mains avec la nourriture, et même il nous offrit son instrument, au moins pour prendre les viandes du grand plat et les déposer dans nos écuelles. Moi je refusai, mais je vis que Guillaume accepta de bon gré et se servit avec désinvolture de cet ustensile de grands seigneurs, peut-être pour infirmer devant l'Abbé que les franciscains fussent des personnes de peu d'éducation et d'extraction très basse. »